# Mind the gap
Mind the gap (trad. inglés, cuidado con el hueco) es una expresión utilizada en el metro de Londres (Reino Unido) desde 1969 para avisar a los pasajeros de la existencia de un hueco entre el andén y el vagón del tren a la hora de entrar o salir de éste. Con el tiempo se ha convertido en un símbolo del transporte de Londres y en un elemento turístico más de la ciudad, y se ha extendido a los servicios de transporte suburbano de otras ciudades como Toronto, Hong Kong, Seattle o Nueva York.

## Origen de la frase
Fue acuñada sobre 1968 para dar un aviso por megafonía ante la ineficacia del aviso de conductores y asistentes de las estaciones a los pasajeros. Como la memoria digital era costosa, Metro de Londres tuvo que elegir una frase corta y concisa, que además pudiese escribirse en las paredes y el suelo de los andenes.
El equipo de sonido fue suministrado por AEG Telefunken. El ingeniero de sonido Peter Lodge, junto con un ingeniero escocés de Telefunken, registró las frases "mind the gap" y "stand clear of the doors please", pero el actor que leyó las frases registró la grabación, por lo que se tuvieron que volver a grabar posteriormente para evitar los costes de regalía.
Sin embargo, la grabación de Lodge se sigue utilizando en algunas estaciones, mientras que en otras utilizan nuevas grabaciones. Una fue registrada por la artista Emma Clarke. Otras, en la Piccadilly Line, por Tim Bentinck.

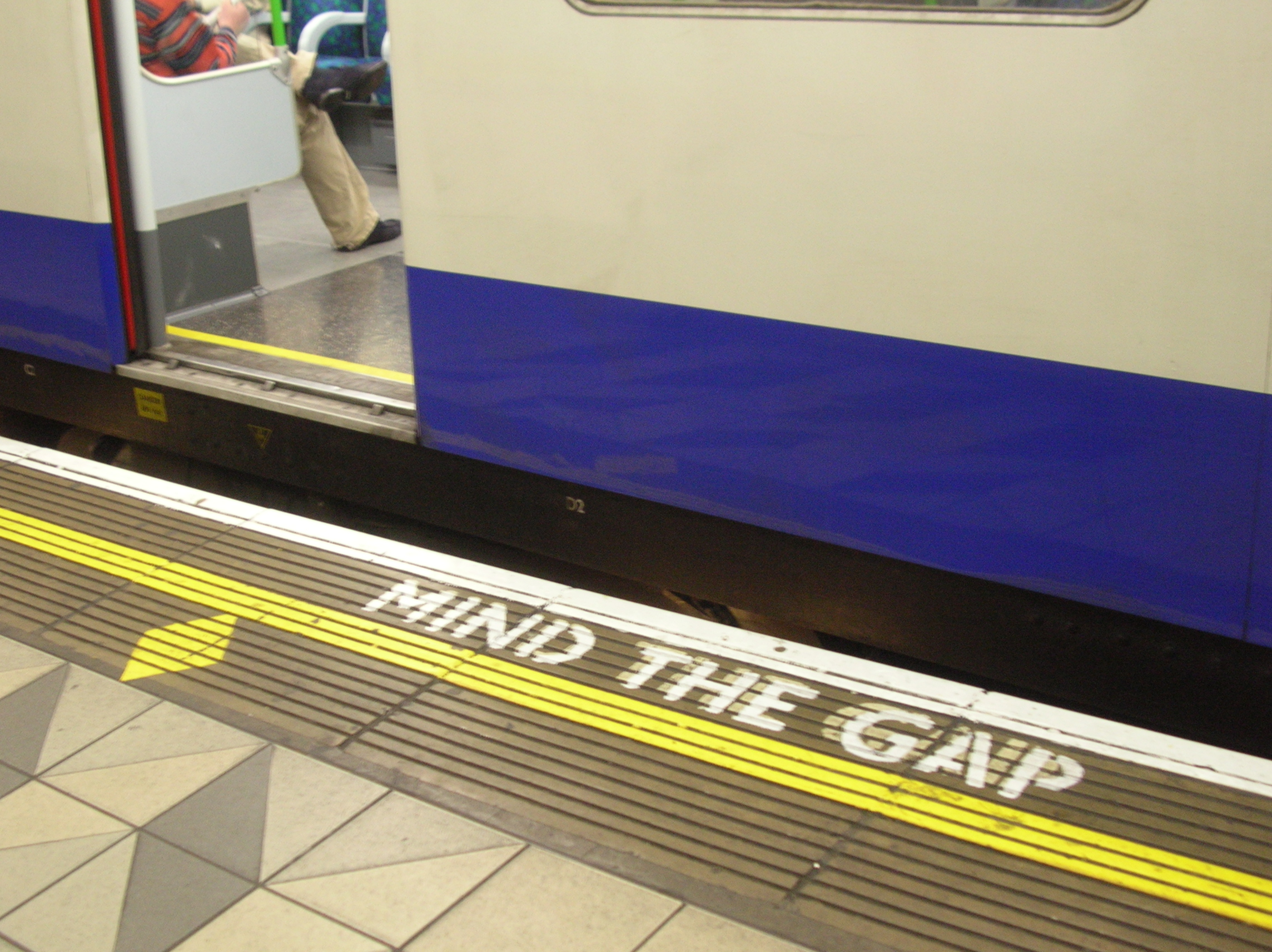
La inscripción Mind the gap en la estación de Bank.